# Puzzle Bobble 3
Puzzle Bobble 3 (パズルボブル3?, Pazuru Boburu 3), conosciuto principalmente come Bust-a-Move 3 in Nord America ed in Europa, è un videogioco rompicapo, seguito di Puzzle Bobble 2. Venne distribuito nelle sale giochi nel settembre del 1996 e successivamente sulle console Sega Saturn e PlayStation con i titoli: Puzzle Bobble 3 DX (パズルボブル3 DX?, Pazuru Boburu 3 DX) in Giappone, Bust-a-Move '99 in Nord America e come Bust-a-Move 3 DX in Europa, su Game Boy, sempre con il titolo europeo menzionato in precedenza, su Nintendo 64 con il titolo Puzzle Bobble 64 (パズルボブル64?, Pazuru Boburu 64) in Giappone ed infine sui computer basati su Microsoft Windows sempre con il nome europeo.

## Modalità di gioco
Puzzle Bobble 3 abbandona completamente l'idea presente nei titoli precedenti della serie in cui il campo di gioco viene compresso da un dispositivo meccanico, al suo posto le bolle andranno a collocarsi in alcuni nodi diretti verso il basso. Quando in un nodo non sarà presente alcuna bolla, quest'ultimo scomparirà dallo schermo. Il giocatore non è più penalizzato se esse finiscono all'esterno dell'area, perciò non ne verranno inserite altre nella parte superiore dello schermo. Inoltre, alcune versioni del titolo presentano un rifacimento di alcuni livelli precedentemente giocabili in Puzzle Bobble 2 con le nuove meccaniche di gioco e con la modalità "Version 2.5".
Il gameplay presenta un'ulteriore variazione per quanto riguarda i livelli, i quali in alcuni casi possono essere prove di resistenza. Ogni livello di questo tipo è paragonabile a cinque di quelli presenti nella mappa ramificata del mondo.
Per quanto riguarda le bolle, sono state introdotte le nuove ad arcobaleno, le quali sono trasparenti all'esterno e colorate all'interno: loro possono cambiare il colore delle altre bolle con cui vengono a contatto, permettendo così al giocatore di eseguire diverse azioni a catena.
La possibilità di scegliere il personaggio è stata introdotta, anche se solo nella modalità "Player vs Computer". Mentre in "Player vs Player", il primo giocatore controllerà Bub ed il secondo Bob. Infine nella sua versione per Nintendo 64 è presente anche una modalità multigiocatore fino a quattro giocatori.

## Personaggi
- Bub (バブルン?, Baburun, lett. "Bubblun" nell'edizione giapponese) e Bob (ボブルン?, Boburun, lett. "Bobblun" nell'edizione giapponese) - Due draghetti antropomorfi, protagonisti della serie. Bub è di colore verde ed è caratterialmente energico mentre Bob è di colore blu ed è più calmo.
- Twinkle (チンクル?, Chinkuru) - Una giovane ragazza vestita da giullare. Al termine della propria storia viene rivelato che è semplicemente una studentessa.
- Priccio (プリチオ?, Purichio) - Un bambolotto dai capelli verdi, il quale al termine della propria storia viene catturato da un UFO Catcher da uno degli amici di Marina.
- Marina (マリナ?, Marina) - Una ragazza coraggiosa e molto dinamica, la quale vuole diventare famosa, proprio come accade nel suo finale.
- Musashi (ムサシ?, Musashi) - Un guerriero comparso per la prima volta in Musashi no ken – Tadaima shugyō chū, il quale assomiglia a Ryu di Street Fighter.
- Luna Luna (ルナ・ルナ?, Runa Runa) - Una chiromante e strega, in buoni rapporti con Drunk, passa con quest'ultimo buona parte del suo tempo.
- Jack (ジャック?, Jakku) - Un ragazzo romantico, il quale ha la passione per le rose ma a volte tende ad essere distratto.
- Sonic Blast Man (ソニックブラストマン?, Sonikku Burasuto Man) - Un supereroe folle che ama la musica, comparso per la prima volta nell'omonimo titolo.
- Debblun (デブルン?, Deburun) - Un drago corpulento di color verde scuro che assomiglia un po' a Bub. Dopo la sua sconfitta si rivelerà essere un travestimento di Drunk.
- Drunk (ドランク?, Doranku) - L'antagonista principale del gioco e della serie.
- Pitch (ピッチ?, Picchi) e Chap (チャップ?, Chappu) - Due alieni simili ai girini che cercano di tornare sul loro pianeta. Il primo è di colore verde acqua e indossa una corona mentre l'altro è di colore arancione e ha un fiocco magenta sulla testa.
- Paya-Paya (パヤパヤ?, Payapaya) - Una scimmia vestita alla hawaiana che porta sempre con sé una banana.
- Dark Drunk (ダークドランク?, Dāku Doranku) - Una versione alternativa di Drunk che presenta due costumi differenti dall'originale.

## Accoglienza
In Giappone, Game Machine ha elencato Puzzle Bobble 3 nel numero del 1º gennaio 1997 come il settimo gioco arcade di maggior successo del mese.
La conversione per Saturn ha ricevuto recensioni moderatamente positive, con i critici che hanno espresso l'approvazione per l'introduzione di più personaggi giocabili con le proprie abilità individuali, il vasto numero di livelli inclusi, e l'intensità del gameplay multiplayer. Tuttavia, molti si sono chiesti se i miglioramenti apportati al gioco alla formula della serie fossero sufficienti a giustificare un acquisto per i giocatori che già possedevano Bust-a-Move 2. GamePro ha affermato che il riutilizzo della colonna sonora del precedente capitolo e le limitate modifiche al gameplay in particolare hanno spento gran parte dell'emozione per il gioco. Next Generation invece sostenne che "è discutibile che la formula adottata da Taito e Natsume con la serie Bust-A-Move non abbia bisogno di grandi miglioramenti e soddisferà sicuramente qualsiasi fanatico di puzzle. Un gioco classico indispensabile".
Sega Saturn Magazine ha sostenuto che, sebbene le modalità per un giocatore manchino di una durata sufficiente, sono molto divertenti e la modalità per due giocatori rende Bust-a-Move 3 un ottimo acquisto per i fan dei puzzle. Mentre Dan Hsu di Electronic Gaming Monthly ha affermato che i giochi di Bust-a-Move sono insensati rispetto ad altri puzzle d'azione, i suoi tre co-recensori hanno tutti quanti trovato il gioco molto divertente e hanno ritenuto che i miglioramenti fossero sufficienti per renderlo utile per i veterani della serie. Kraig Kujawa ha riassunto che "Questo gioco ha tutto ciò che si può chiedere a un sequel che mantenga intatto il gameplay originale". Mega Console ha considerato il gioco come un classico esempio di come, nonostante una realizzazione tecnica non eccezionale, possa garantire un'elevata giocabilità e longevità.
Electronic Gaming Monthly nominò Bust-a-Move 3 come il "Puzzle Game of the Year" agli Editors' Choice Awards del 1997, citando la sua accessibilità e dipendenza.